# (6975) Hiroaki
(6975) Hiroaki (1992 QM) – planetoida z pasa głównego asteroid okrążająca Słońce w ciągu 4 lat i 315 dni w średniej odległości 2,87 j.a. Została odkryta 25 sierpnia 1992 roku.